# In-Grid
In-Grid, artiestennaam van Ingrid Alberini (Guastalla, 11 september 1973), is een Italiaanse dance-artiest. Ze staat vooral bekend om haar single "Tu es foutu (You Promised Me)" uit 2002, dat zowel in Europa als Australië, Latijns-Amerika en in de Verenigde Staten een hit werd. In-Grids muziekstijl wordt ook wel tot de eurotrance gerekend.

## Biografie
In-Grid is genoemd naar de beroemde actrice Ingrid Bergman. In-Grids ouders runden (en nu nog steeds) een bioscoop. In-Grid begon met zingen in Noord-Italië, waar ze ontdekt werd door de producers Larry Pignagnoli en Marco Soncini. Ze zong het lied "Tu es Foutu" in één keer in, en het lied werd een hit. Haar tweede single "In-Tango" werd een iets bescheidener hit, net zoals haar debuutalbum "Rendez-Vous" dat eveneens in 2003 verscheen.

## Discografie
- 2003: Rendez-Vous
- 2004: La Vie en Rose
- 2005: Voila!
- 2009: Passion
- 2011: Lounge Musique
- 2014: J'Adore Rouge (Marco Lo Russo & SCM) feat In-Grid

### Hitlijsten
| Single met eventuele hitnotering(en) in de Nederlandse Top 40 | Datum van verschijnen | Datum van binnenkomst | Hoogste positie | Aantal weken | Opmerkingen |
| ------------------------------------------------------------- | --------------------- | --------------------- | --------------- | ------------ | ----------- |
| Tu es foutu                                                   | 2002                  | 10-08-2002            | 2               | 13           |             |

## Referentie
1. ↑  In-Grid op last.fm. Gearchiveerd op 16 november 2021.

- Gemeinsame Normdatei: 135267404
- International Standard Name Identifier: 0000 0000 5782 0238
- MusicBrainz: d911ca90-7786-4ea5-ad4f-8b7e0ae2ca6b
- Nationale Bibliotheek van Tsjechië: xx0038217
- Nationale Bibliotheek van Polen: a0000002138446
- Istituto Centrale per il Catalogo Unico: DDSV161512
- Système universitaire de documentation: 080716512
- Virtual International Authority File: 302527587
- WorldCat: E39PBJwxHyPQmgHcKqDVGbWJjC